# Johannes August Speltz
Johannes August Speltz (* 18. Mai 1823 in Frankfurt am Main; † 7. Februar 1893 ebenda) war ein Jurist und Politiker der Freien Stadt Frankfurt.

## Leben und Werk
Speltz studierte Jura an der Universität Heidelberg, wo er 1848 promoviert wurde und in Bonn. Während seines Studiums wurde er 1846 Mitglied der Bonner Burschenschaft Frankonia. Ab 1851 wirkte er am Oberappellationsgericht der vier Freien Städte in Lübeck. 1854 bis 1856 war er Stadtgerichtsrat in Frankfurt.
1853 wurde Speltz in den Senat der Freien Stadt Frankfurt gewählt, wo er als Vertreter der zweiten Bank 1860 und 1865 in das Amt des Jüngeren Bürgermeisters gelost wurde. 1855/56 wurde er in den Gesetzgebenden Körper der Stadt gewählt.
Speltz gehörte zu den Wortführern der Opposition gegen die Politik Bismarcks, die im Frühsommer 1866 zum Deutschen Krieg führte. Eine noch am 15. Juli 1866 vom Frankfurter Senat veröffentlichte Erklärung, die als scharfe Kritik an Preußen verstanden werden konnte, stammte maßgeblich aus seiner Feder. Am Tag darauf okkupierten preußische Truppen der Mainarmee unter General Eduard Vogel von Falckenstein die Freie Stadt Frankfurt und erklärten die Verfassung der Stadt für suspendiert und den Senat für abgesetzt. Am 17. Juli verhaftete preußisches Militär die Senatoren Speltz und von Bernus und ließ sie in der Hauptwache in Arrest setzen. Noch am selben Tag wurden die Senatoren als Geiseln in die Festung Köln gebracht, durften jedoch am 19. Juli gegen Verpfändung ihres Ehrenworts wieder nach Frankfurt zurückkehren. Die Stadt verlor ihre Unabhängigkeit und wurde von Preußen annektiert. 
Nach der Einführung einer Magistratsverfassung nach dem Muster der Preußischen Städteordnung war Speltz 1867 bis 1869 Frankfurter Stadtrat und zog sich dann aus der Politik zurück.
Sein Grab befindet sich auf dem Frankfurter Hauptfriedhof. Seine wertvolle Sammlung von Francofurtensien vermachten seine Erben 1899 der Frankfurter Stadtbibliothek.